# Luigi Tasselli
Luigi Tasselli, född 20 oktober 1901 i Virgilio, död 5 november 1971 i Mantua, var en italiensk tävlingscyklist.
Tasselli blev olympisk guldmedaljör i lagförföljelse vid sommarspelen 1928 i Amsterdam.